# Три билборда испред Ебинга у Мисурију
Три билборда испред Ебинга у Мисурију (енгл. Three Billboards Outside Ebbing, Missouri) амерички је драма филм са елементима црне комедије из 2017. године у режији и по сценарију Мартина Макдоне. Продуценти филма су Грејам Бродбент, Пит Чернин и Мартин Макдона. Филмску музику је компоновао Картер Барвел.
Насловну улогу тумачи Франсес Макдорманд као ожалошћена мајка Милдред Хејз, док су у осталим улогама Вуди Харелсон, Сем Роквел, Џон Хокс, Питер Динклиџ, Аби Корниш, Кејлеб Лендри Џоунс, Кларк Питерс, Лукас Хеџс и Самара Вивинг. Дистрибуиран од старне Fox Searchlight Picturesа, светска премијера филма је била одржана 10. новембра 2017. у Сједињеним Америчким Државама.
Буџет филма је износио 12 000 000 долара, а зарада од филма је 160 200 000 долара.
Филм је добио шест номинација за Златни глобус и победио у четири — за најбољи играни филм (драма), најбољу главну глумицу у играном филму (драма) (Макдорманд), најбољег споредног глумца у играном филму (Роквел) и најбољи сценарио (Макдона).
Такође је добио девет номинација за БАФТА награду и победио у пет — за најбољи филм, најбољу глумицу у главној улози (Макдорманд), најбољег глумца у споредној улози (Роквел), најбољи британски филм и најбољи оригинални сценарио (Макдона).
23. јануара 2018. године филм је добио номинације за седам награда Оскар укључујући награде за најбољи филм, најбољу глумицу у главној улози (Макдорманд), најбољег глумца у споредној улози (Роквел и Харелсон) и најбољи оригинални сценарио (Макдона).
На 90. додели Оскара 2018. године филм Три билборда испред Ебинга у Мисурију је добио два Оскара, за најбољу глумицу у главној улози (Макдорманд) и најбољег глумца у споредној улози (Роквел).

## Радња
Милдред  Хејз (Франсес Макдорманд) оплакује смрт своје кћерке тинејџерице Анђеле која је прије седам месеци брутално силована и убијена. Љута због недостатка напретка истраге, она унајмљује три велика плакатна места у близини својег дома (која се годинама не користе), а на којима у секвенцама стоји текст: „СИЛОВАНА НА САМРТИ.“, „ЈОШ УВЕК НИКО НИЈЕ УХВАћЕН.“ и „ШТА СЕ ДОГАЂА, ШЕРИФЕ ВИЛОБИ?“. Наведени плакати узрокују немир суграђана, укључујући шерифа Била Вилобија (Вуди Харелсон) и полицајца расистичких уверења Џејсона Диксона (Сем Роквел). Њихово мишљење да плакати вређају подупире и чињеница да готово сви знају да Вилоби умире од рака гуштераче. Милдред и њеног ионако депресивног сина Робија (Лукас Хеџс) суграђани започињу малтретирати и претити им, али упркос томе што Роби мења своје мишљење, Милдред остаје чврста у својим уверењима.
Иако Вилоби саосећа с њеном фрустрацијом, такође сматра да плакати представљају неправедан напад на његов карактер. Разљућен недостатком поштовања Милдред према ауторитету, Диксон истовремено прети Реду (Кејлеб Лендри Џоунс) – младићу који је Милдред изнајмио плакатна места, те такође хапси и њену пријатељицу и колегицу с посла Денис (Аманда Ворен). Милдред ускоро посећује и Чарли (Џон Хокс), њен бивши супруг склон насиљу, који ју оптужује за смрт њихове кћерке.
Вилоби доводи Милдред у полицијску станицу након што ова озледи зубара у његовој клиници. Током интервјуа, Вилоби искашљава крв. Напушта болницу противно савету доктора те проводи идиличан дан са својом супругом Аном (Аби Корниш) и њиховим кћерима прије него што касно навечер почини самоубиство. Иза себе оставља опроштајна писма за неколико људи, укључујући и једно за Милдред у којем јој објашњава да она није била фактор због којег се одлучио убити те ју обавештава да је у тајности платио закупнину плаката за наредни месец. У њеној продавници странац прети Милдред. На вест о Вилобијовој смрти, Диксон реагује нападом на Реда и његову асистентицу. Нападу сведочи Аберкромби (Кларк Питерс), Вилобијева замена, који одмах даје отказ Диксону.
Ускоро неко запали сва три плаката која бивају уништена. Као освету Милдред узвраћа бацањем молотовљевих коктела на полицијску станицу за коју у том тренутку сматра да је празна. Међутим, у њој се налази Диксон који управо чита писмо које му је оставио Вилоби и у којем га саветује да остави мржњу којом је испуњен и научи волети, јер је то једини пут за оно што највише жели у животу – постати детективом. Диксон бежи од ватре узевши Анђелин досије те задобивши опекотине. Џејмс (Питер Динклиџ), познаник од Милдред, бива сведоком целог случаја, али током испитивања даје Милдред алиби тврдећи да су се обоје налазили на споју.
Након што буде отпуштен из болнице, Диксон у бару чује разговор човека који је раније претио Милдред о инциденту који сличи на случај Анђелиног убиства. Примећује да су таблице његовог аутомобила из државе Ајдахо те исценира тучњаву како би се домогао ДНК-а непознатог мушкарца испод властитих ноктију. У међувремену, Милдред одлази на прави спој са Џејмсом како би му захвалила на пруженом алибију. Током споја, у исти ресторан долази и Чарли са својом 19-годишњом девојком Пенелопе (Самара Вивинг) који признаје Милдред да је запалио плакате. Милдред му одговара да се према Пенелопе односи боље него што се односио према њој.
Аберкромби обавјештава Диксона да је ДНК-а анализа показала да непознати мушкарац нема никакве везе с Анђелиним убиством те да се исти за време убиства налазио на војној дужности ван земље. Милдред и Диксон закључују да мушкарац мора бити крив за неко друго силовање (будући је то и споменуо у разговору којег је Диксон начуо у бару) те се обоје запуте у Ајдахо с пушком. На путу му Милдред признаје да је она та која је запалила полицијску станицу, а Диксон јој одговара да то није никакво изненађење. Обоје изражавају резервације према њиховој мисији те се сложе да ће путем одлучити шта ће тачно направити.

## Улоге
| Глумац              | Улога                    |
| ------------------- | ------------------------ |
| Франсес Макдорманд  | Милдред Хејз             |
| Вуди Харелсон       | шериф Вилијам Бил Вилоби |
| Сем Роквел          | официр Џејсон Диксон     |
| Џон Хокс            | Чарли Хејз               |
| Питер Динклиџ       | Џејмс                    |
| Аби Корниш          | Ана Вилоби               |
| Кејлеб Лендри Џоунс | Ред Велби                |
| Кларк Питерс        | шериф Аберкромби         |
| Лукас Хеџс          | Роби Хејз                |
| Самара Вивинг       | Пенелопе                 |